# Lübecker Privatweg
Der Lübecker Privatweg ist eine Straße bzw. ein Weg in Magdeburg.

## Beschreibung
Er liegt in der Neuen Neustadt in Magdeburg.
Der Lübecker Privatweg verbindet die Lübecker Straße mit dem Milchweg und ist ist eine Wohnstraße (Anliegerstraße) im Stadtteil Neue Neustadt in Magdeburg. Die Höchstgeschwindigkeit beträgt 30 km/h.
Hervorzuheben ist heute insbesondere der Standort des LKA Sachsen-Anhalt, der sich angelehnt an den Privatweg befindet.
Zudem befindet sich u.a. das Architekturbüro Nörthemann im Lübecker Privatweg.